# Месторождение Шелекса-Южная
Месторождение Шелекса-Южная — месторождение глин в Плесецком районе Архангельской области.

## История освоения
До 2007 года ООО «Савинское карьероуправление» занималось добычей глин только на участке Шелекса Савинского месторождения глин. В связи с истечением к 2008 году лицензии на добычу минерального сырья на том участке Савинское карьероуправление начало разработку месторождения Шелекса—Южная. Начиная с 2008 года, добыча глин для цементной промышленности ведётся только на этом месторождении.

## Сводные данные
| Месторождение               | 2004              | 2005              | 2006              | 2007   | 2008          | 2009          | 2010          |
| --------------------------- | ----------------- | ----------------- | ----------------- | ------ | ------------- | ------------- | ------------- |
| Савинское (участок Шелекса) | 173,1             | ▲198,4            | ▲199,8            | ▼157,3 | в консервации | в консервации | в консервации |
| Шелекса—Южная               | не использовалось | не использовалось | не использовалось | 86,0   | ▲131,1        | ▼94,6         | ▼93,7         |

## Лицензии
- АРХ00920 ТЭ: 9 января 2004 года — 26 декабря 2016 года, ООО «Савинское карьероуправление», на право пользования недрами для геологического доизучения и разработки месторождений[7][8].